# Christian Ludwig Stieglitz (Jurist, 1756)

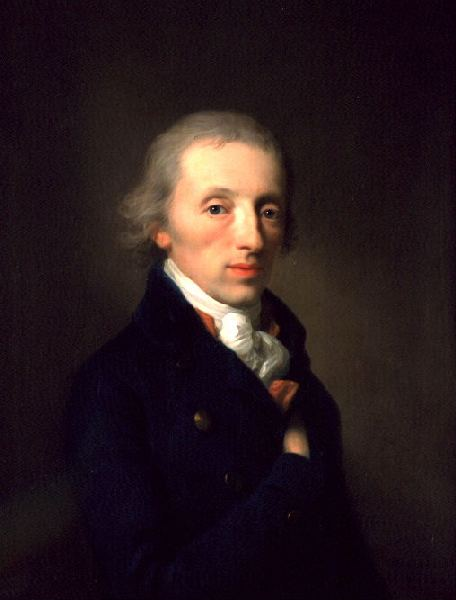
Christian Ludwig Stieglitz, Porträt von Johann Friedrich August Tischbein (1804), Stadtgeschichtliches Museum Leipzig

Christian Ludwig Stieglitz (* 12. Dezember 1756 in Leipzig; † 17. Juli 1836 ebenda) war ein deutscher Jurist, Bauforscher, Ratsherr in Leipzig und Dompropst in Wurzen.

## Leben und Wirken

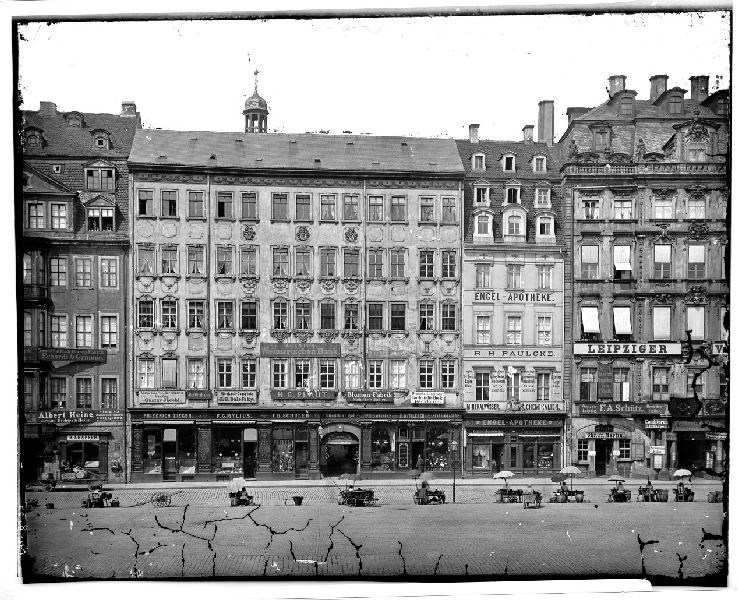
Stieglitzens Hof (vor 1891)

Stieglitz stammte aus einer angesehenen Leipziger Familie, die ein großes Haus (Stieglitzens Hof) am Leipziger Markt besaß, und war Enkel und Sohn zweier gleichnamiger Rechtsgelehrter: Christian Ludwig Stieglitz (1677–1758) war sein Großvater, Christian Ludwig Stieglitz (1724–1772) sein Vater. Er besuchte die Thomasschule unter Johann August Ernesti, der nach dem Tod des Vaters auch sein Vormund wurde, und studierte Rechtswissenschaften an der Universität Leipzig; hier wurde er 1784 zum Dr. jur. promoviert. 1792 erfolgte seine Aufnahme in den Magistrat. Er wurde 1801 Stadtrichter und 1823 Proconsul (stellvertretender Bürgermeister). Als Baumeister des Rates war er ab 1804 für die städtische Bauaufsicht verantwortlich. In dieser Eigenschaft machte er sich um die neue Bearbeitung der seinerzeit als mustergültig angesehenen Leipziger Feuerordnung von 1810 verdient. 1808 wurde er als korrespondierendes Mitglied in die Bayerische Akademie der Wissenschaften aufgenommen.
Die Aufgabe als Baumeister kam seinem starken Interesse an Baukunst und Baugeschichte entgegen. Er entwickelte sich zu einem der gründlichsten und geschmackvollsten Kenner der bürgerlichen und ästhetischen, altern und neuern, Baukunst, sondern auch vorzüglich ein scharfsinniger Forscher in diesem Gebiete der Kunstgeschichte. Mit seinem Tafelwerk Von altdeutscher Baukunst von 1820 lieferte er die erste Übersicht über die mittelalterliche Architektur in Deutschland und leistete einen bedeutenden Beitrag zur Wiederentdeckung der Gotik und zur beginnenden Neugotik. Heute jedoch ist er in der Architekturgeschichte nahezu vergessen oder zumindest nicht seiner Bedeutung gemäß präsent.

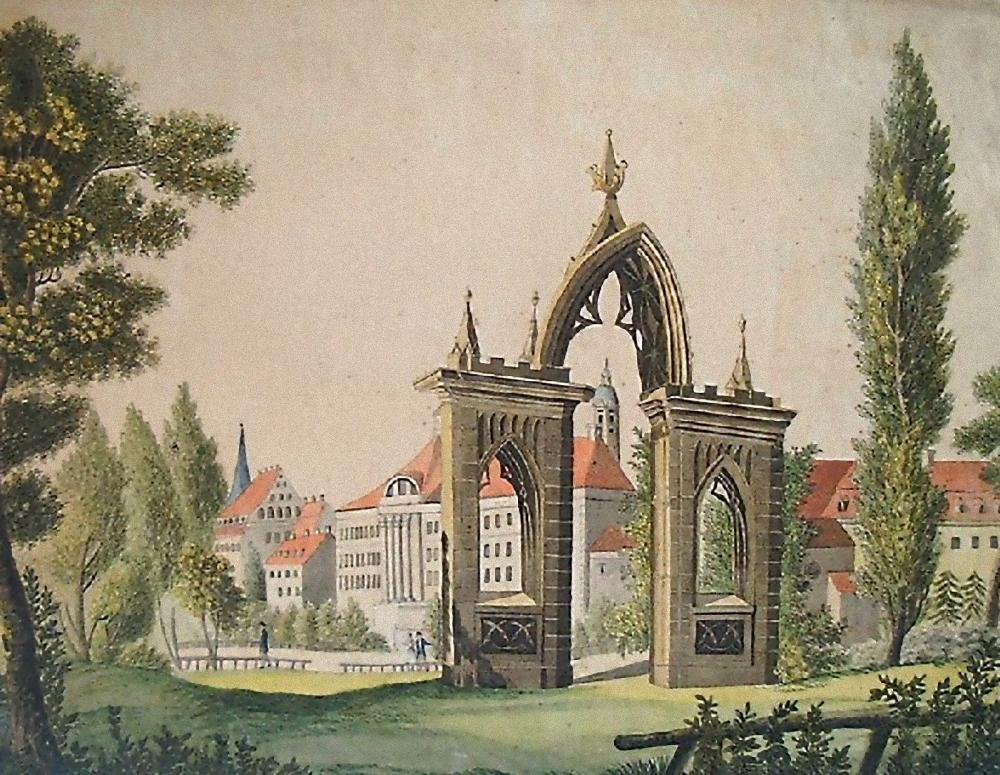
Das gotische Tor um 1820

In seiner Heimatstadt Leipzig brachte er seine theoretischen Überlegungen an den namhaften Bauprojekten seinerzeit ein: So reichte er beispielsweise 1815 mit dem Theologen Wilhelm Martin Leberecht de Wette einen Entwurf zu einem Denkmal für die Völkerschlacht in der Form einer gotischen Kathedrale ein, der jedoch abgelehnt wurde. Ein Gotisches Tor (1793/94) wurde als Architekturstaffage auf seine Anregung hin in der Englischen Anlage auf dem Promenadenring in Leipzig aufgestellt, 1840 aber wieder abgerissen.

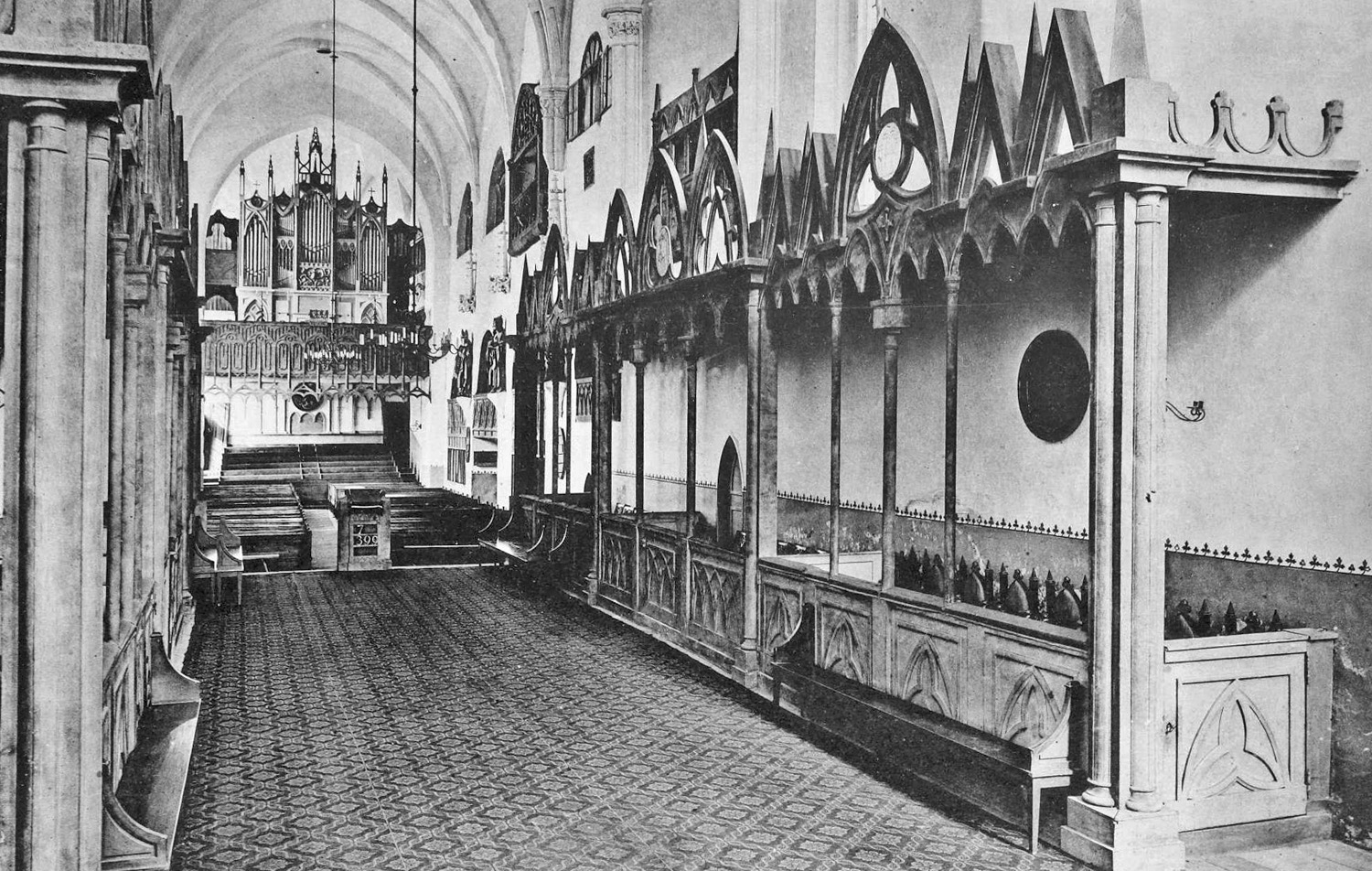
Neugotische Ausstattung, Dom St. Marien zu Wurzen (Aufnahme um 1900)

Als Propst des Kollegiatstifts zu Wurzen sorgte er, zusammen mit dem Dechanten Immanuel Christian Leberecht von Ampach und dem Kapitel, ab 1817 für eine früh-neugotische Renovierung der Domkirche St. Marien, von der jedoch nach einer weiteren Renovierung 1931 heute nichts mehr erhalten ist.
Unter seiner Leitung wurde die ehrwürdige Deutsche Gesellschaft zur Erforschung vaterländischer Sprache und Alterthümer, die als Sprachgesellschaft gestiftet, 1697 als „Poetisches Collegium“ und 1727 durch Johann Christoph Gottsched als „Deutsche Gesellschaft zur Beförderung der deutschen Sprache“ erneuert worden war, auf eine neue Grundlage gestellt und im April 1827 mit dem 1824 gegründeten „Sächsischen Verein für Erforschung und Bewahrung vaterländischer Alterthümer“ vereinigt. Bis 1832 war Stieglitz der Herausgeber ihrer Jahresberichte.
Stieglitz versuchte sich auch als Dichter und schrieb die anonym erschienenen Erzählungen aus den Ritterzeiten (1787) und das Gedicht Wartburg (1801).
Seine nachgelassene Bibliothek wurde 1837 in Halle an der Saale versteigert; der Auktionskatalog umfasst 499 Seiten. Eine von ihm zusammengestellte Sammlung alter griechischer Münzen findet sich gleichfalls in einem gedruckten Catalogus numorum veterum Graecorum quos ad artis historiam illustrandam colligebat olim et notis suis illustrabat Christ. Ludov. Stieglitz (1837) verzeichnet und sollte nach seinem Tode ebenfalls verkauft werden. Sein wiederum gleichnamiger Sohn Christian Ludwig Stieglitz wurde Richter in Dresden.
1898 wurde die Stieglitzstraße im Leipziger Stadtteil Schleußig nach ihm benannt.

## Schriften
- De causis cur in Germania jus feudale Germanicum neglectum et jus feudale Longobardicum receptum sit. Dissertation 1784
Zur Feier seines fünfzigjährigen Doktorjubiläums von seinem gleichnamigen Sohn neu herausgegeben Leipzig 1834
- Erzehlungen aus den Ritterzeiten. Weißenfels; Leipzig 1787
- Versuch über den Geschmack in der Baukunst. Leipzig 1788
- Geschichte der Baukunst der Alten. Leipzig 1792
- Die Baukunst der Alten – ein Handbuch für Freunde der Kunst; nebst einem architektonischen Wörterbuche. Leipzig: Breitkopf & Härtel 1796
Digitalisat des Exemplars der Bayerischen Staatsbibliothek
- Encyklopädie der bürgerlichen Baukunst, in welcher alle Fächer dieser Kunst nach alphabetischer Ordnung abgehandelt sind : ein Handbuch für Staatswirthe, Baumeister und Landwirthe. - Leipzig : Fritsch / Digitalisierte Ausgabe der Universitäts- und Landesbibliothek Düsseldorf
  - 1. A – D. 1792
  - 2. E – J. 1794
  - 3. K – M. 1796
  - 4. N – Sche. 1797
  - 5. Schi – Z. 1798
- Gemälde von Gärten in neuem Geschmack. Mit Kupfern. Leipzig 1798, 2. Aufl. 1804
- Archäologie der Baukunst der Griechen und Römer. 2 Teile, mit Kupfern, Weimar 1801
Digitalisat des Exemplars der Universitätsbibliothek Heidelberg
- Zeichnungen aus der schönen Baukunst oder Darstellung idealischer und ausgeführter Gebäude Verfasserangabe mit nöthigen Erklärungen und einer Abhandlung über die Schönheit in der Baukunst begleitet von C. L. Stieglitz. 2., verb. Aufl. Leipzig: Voss 1805
- Versuch einer Einrichtung antiker Münz-Sammlungen. Leipzig 1809
- Ueber die Malerfarben der Griechen und Römer. Leipzig 1817
- Archäologische Abhandlungen. Mit Kupfern, Leipzig 1820
- Von altdeutscher Baukunst. Mit 34 Kupfertafeln in Folio 2 Bände (Text und Tafelband) Leipzig: G. Fleischer 1820
Digitalisat des Textbands, Exemplar der Bayerischen Staatsbibliothek
- Ueber die Kirche der heiligen Kunigunde zu Rochlitz und die Steinmetzhütte daselbst. Leipzig 1829
Digitalisat des Exemplars der Bayerischen Staatsbibliothek
- Distributio numorum familiarum Romanarum ad typos accomodata. Lipsiae: Vogel 1830
- Geschichte der Baukunst, vom frühesten Allerthume bis in die neueren Zeiten. 3 Abtheilungen 2. Aufl., Nürnberg 1836
- Beiträge zur Geschichte der Ausbildung der Baukunst. 2 Bände, Leipzig 1834
- Text zu Pultrich: Denkmale der Baukunst des Mittelalters in Sachsen. Leipzig 1836